# BMW S70

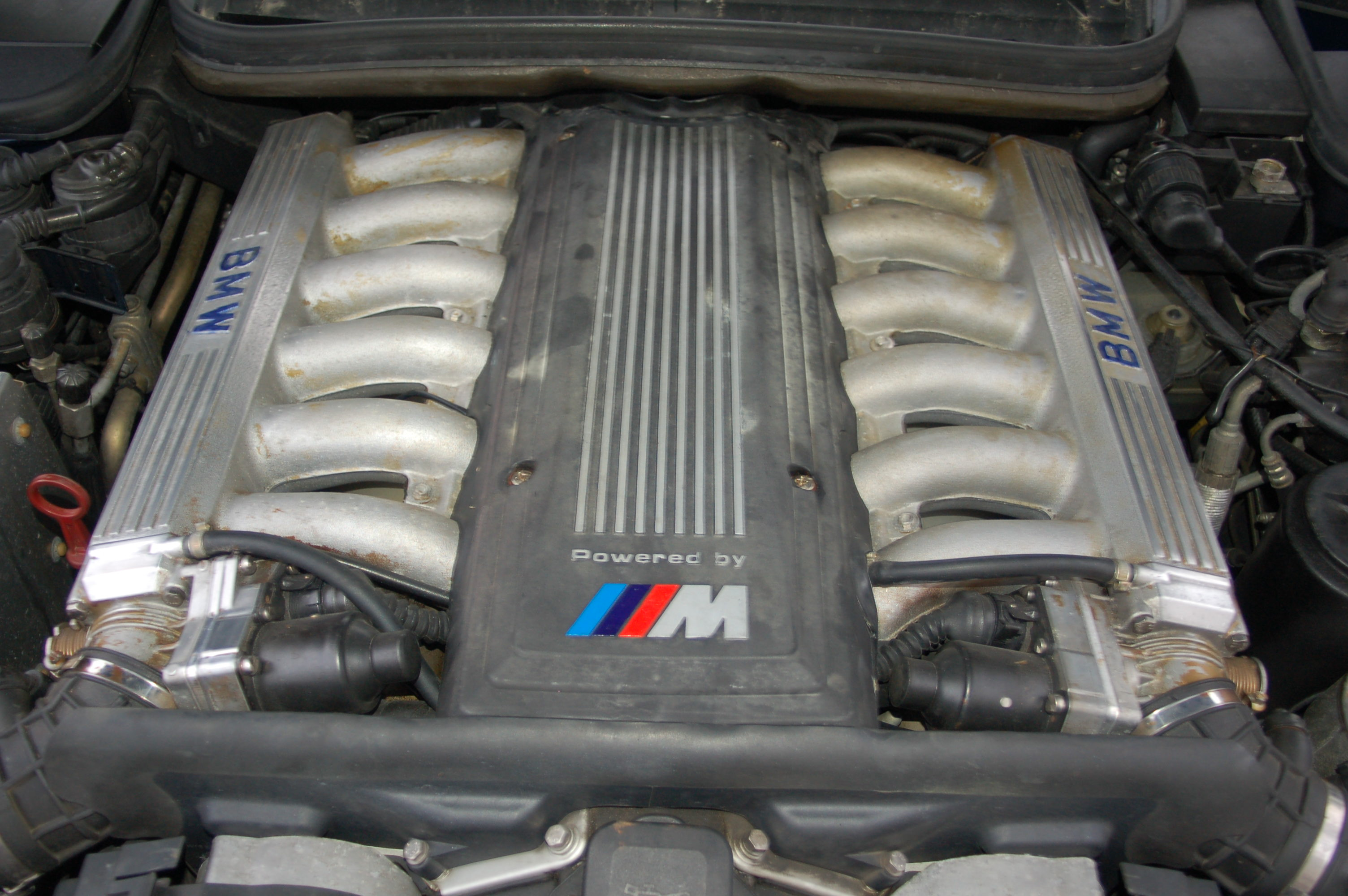
BMW S70

Il BMW S70 è una famiglia di motori a combustione interna a ciclo Otto, con un frazionamento 12 cilindri a V di 60°, prodotti dal 1990 al 2000 dalla casa automobilistica tedesca BMW.

## Caratteristiche e versioni
Si tratta di una famiglia di quattro motori a benzina, tutti accomunati tra loro dal fatto di condividere come base il V12 M70B50 da 5 litri (incluso l'impiego della lega di alluminio per testate e monoblocco) e per il fatto di essere tutte e quattro versioni scaturite dalla grande esperienza della divisione sportiva BMW Motorsport nel campo dei motori ad alte prestazioni.
Si tratta inoltre di motori destinati ad essere montati su vetture di punta della Casa tedesca e non solo. Come nel caso del V12 servito come base, anche questi motori mantengono un angolo di 60° tra le bancate. Di seguito vengono descritte le caratteristiche di ognuno dei quattro motori della famiglia S70.

## S70/1

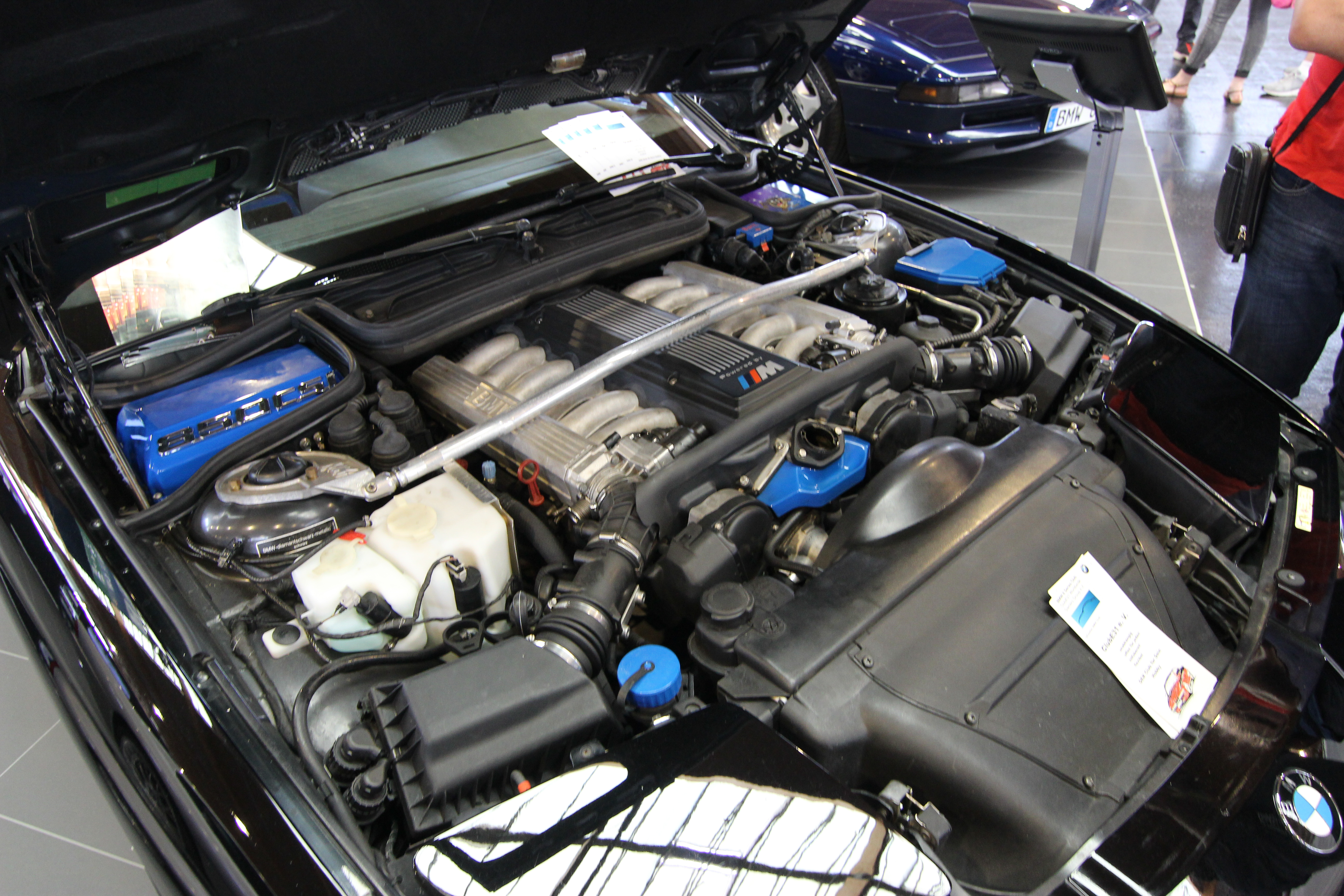
S70 su una 850 CSi

Sotto questa sigla si cela il primo motore in ordine cronologico tra quelli appartenenti alla famiglia S70. Soprattutto, però, si tratta del più misterioso tra questi motori. Nel 1990, la BMW realizzò questo motore per equipaggiare una versione spinta della Serie 8, che in realtà non sarebbe stata mai commercializzata e che nei primi intenti della Casa avrebbe dovuto chiamarsi BMW M8.
Di questo motore non si sa molto, le notizie più attendibili parlano di un'architettura a 12 cilindri disposti a V a 60° e di una cilindrata intorno ai 6 litri con una potenza massima di 558 CV.
Il prototipo di BMW M8 su cui venne montato questo motore fu svelato ufficialmente soltanto nel 2010 ad un ristretto numero di giornalisti all’interno del BMW Welt di Monaco.

### S70B56
Questa versione, la seconda tra gli S70 in ordine cronologico (fu ultimata alla fine del 1992), ebbe un destino commerciale più felice, anche se limitato ad una ristretta cerchia di potenziali acquirenti.

Questa volta il 5 litri di base venne prima di tutto sottoposto a rialesatura e allungamento della corsa, aumentando le dimensioni di ogni cilindro da 84x75 ad 86x80 mm. La cilindrata complessiva arrivò in questo modo a 5576 cm³. Oltre a ciò fu aumentato il rapporto di compressione, che passò da 8.8:1 a 9.8:1. La centralina elettronica è una Bosch Motronic, con sistema di accensione integrato che svolge anche la funzione di rilevamento dei battiti in testa. Invariata invece la distribuzione, ad un albero a camme in testa per bancata, con testate a due valvole per cilindro.

La potenza massima raggiunse i 381 CV a 5300 giri/min, mentre la coppia massima, disponibile a 4000 giri/min, fu di 550 N·m.

Tale motore fu montato esclusivamente sulla BMW 850 CSi (1993-96): benché questo modello non recasse il logo Motorsport, fu a tutti gli effetti una creazione del reparto sportivo BMW.

## S70/2

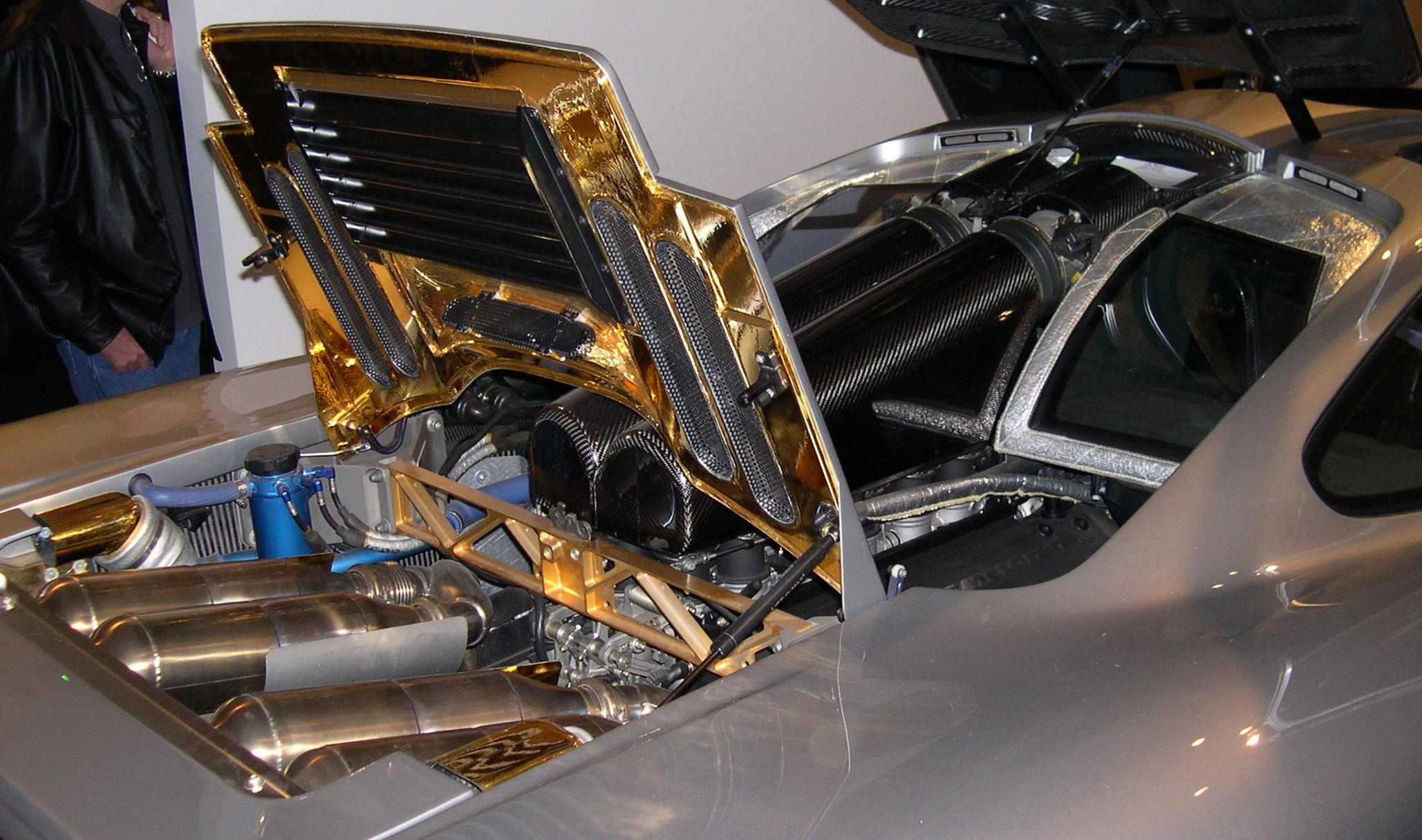
Vista di un motore S70/2 montato su una McLaren F1

Questo motore all'epoca della sua produzione era per potenza al vertice della gamma motoristica BMW. La prima particolarità sta nel fatto che questo motore non fu mai montato su una BMW di serie, bensì sulla sportiva Gran Turismo McLaren F1. Questo motore, nato sempre sulla base del 5 litri M70, è stato oggetto di numerose modifiche.

### Testate
Prima di tutto, le testate sono state riviste per quanto riguarda lo schema di distribuzione, che stavolta ha visto l'adozione di due alberi a camme in testa per bancata, con testate a 4 valvole per cilindro. Inoltre, sempre a proposito della distribuzione, è stato montato un sistema a fasatura variabile, simile (ma non uguale) al dispositivo VANOS che verrà montato sulle BMW di serie a partire dal 1993. I supporti e gli alloggiamenti per gli alberi a camme sono stati realizzati in lega di magnesio.

### Monoblocco
Le misure di alesaggio e corsa sono state portate ad 86x87 mm, per una cilindrata totale di 6064 cm³. Inoltre, il rapporto di compressione è stato innalzato a ben 11:1. Ogni pistone è stato realizzato in lega di alluminio.

### Alimentazione e accensione
Il motore S70/2 è alimentato da una centralina elettronica sequenziale. Per ogni cilindro vi sono due iniettori, uno situato in prossimità delle valvole di aspirazione (che agisce a regimi bassi) e l'altro più a monte, all'interno del collettore di aspirazione (che entra in funzione a regimi alti).
L'accensione, integrata nella centralina, prevede una bobina per ogni cilindro e non svolge funzioni di rilevamento battiti in testa perché non è stato ritenuto necessario dai tecnici BMW che hanno realizzato il motore.

### Aspirazione
Per lo stesso motivo, il sistema d'aspirazione non utilizza un collettore a geometria variabile, bensì un collettore convenzionale. D'altro canto, però, sono stati montati dodici corpi farfallati, uno per cilindro, governati dalla centralina elettronica.

### Lubrificazione
Come su ogni auto del genere, la lubrificazione è a carter secco. Il carter è realizzato in lega di magnesio. Il sistema di lubrificazione fa uso di due pompe olio.

### Prestazioni
Il motore S70/2 arriva ad erogare una potenza massima di 627 CV a 7500 giri/min, con un picco di coppia pari a 651 N·m a 5600 giri/min. La McLaren F1 LM è spinta invece da un'evoluzione da 680 CV a 7800 giri/min e 705 N·m a 4500 giri/min

### Applicazioni
Impiegato sulla già citata McLaren F1, prodotta dal 1993 al 1998 e sulla versione da corsa di questa, la McLaren F1 GTR dal 1995 al 1996, vettura vincitrice della 24 Ore di Le Mans 1995.

## S70/3
Si tratta di un'ulteriore variante del motore precedente, opportunamente rivista per un utilizzo nelle competizioni automobilistiche. Utilizzato a partire dalla stagione sportiva 1997 sulla McLaren F1 GTR longtail (l'ultima evoluzione da corsa della vettura inglese), la sua cilindrata è stata ridotta a 5990 cm³ diminuendo la corsa dei cilindri ad un valore di 85,9 mm, questo per motivi inerenti esclusivamente al regolamento tecnico del Campionato FIA GT in cui gareggiava, tale accorgimento permise al V12 BMW di rientrare nella classe di cilindrata fino a 6 litri e poter quindi utilizzare delle flangiature meno restrittive rispetto alla classe precedente oltre i 6 litri.
I valori di erogazione sono scesi leggermente per far fronte alle restrizioni dei regolamenti agonistici: la potenza massima è limitata da flange poste sui collettori di aspirazione, è infatti contenuta a 600 CV a 7500 giri/min, mentre la coppia massima è di 651 N·m a 5600 giri/min.
Questo motore, ulteriormente evoluto nella versione da 5990,5 cc di cilindrata, da 600 CV di potenza massima e 678 N·m di coppia motrice, è stato impiegato sulle vetture sport prototipo BMW V12 LM e BMW V12 LMR utilizzate nelle gare endurance tra il 1998 e il 2000, ottenendo come risultati sportivi più prestigiosi la vittoria della 12 Ore di Sebring 1999 e della 24 Ore di Le Mans 1999.